# Francisco Huertas Barrero
Francisco Huertas Barrero (Alcuéscar, Cáceres, 18 de diciembre de 1847 - Madrid, 3 de diciembre de 1933) fue un médico español, miembro de la Real Academia de Medicina y senador por designación de la misma. Es considerado como el primer médico que introduce en España la aspirina.

## Biografía
Nació en el seno de una familia humilde en la localidad cacereña de Alcuéscar. Se trasladó a Madrid a casa de un tío en cuya barbería colaboró para ayudar a costearse los estudios.
Se casó con Doña Rosa González del Campillo y Martínez, dejó dos hijos, Francisco (también médico) y Rosa, casados respectivamente con Dª Lydia Pradilla González del Villar y D. Miguel Moya Gastón de Iriarte, cuyas familias se afincaron en Madrid. En Alcuéscar, Alcollarín y otras localidades, Badajoz, Alburquerque, Madrid, Torrelodones y Pamplona, han permanecido familiares del Dr. Huertas Barrero por vía colateral (esto es, descendientes de hermanos o primos del Doctor).
Cursó el bachillerato en el Instituto de San Isidro de Madrid y la carrera de medicina en el Colegio de San Carlos donde se licenció en 1871  y se doctoró en 1876.
Ejerció la medicina como médico-cirujano titular en La Garrovilla (Badajoz), cuyo cargo desempeño desde noviembre de 1871 hasta noviembre de 1874. Posteriormente, ya trabajando en Madrid, volvería a La Garrovilla durante la epidemia de viruela que afectó a esta localidad durante los meses de octubre y noviembre de 1875. Después de trabajar en la Diputación de Badajoz para el reconocimiento de quintos (octubre de 1874), fue nombrado en mayo de 1875 médico supernumerario de la Beneficencia Municipal de Madrid con destino a la Casa de Socorro del Distrito del Congreso, desempeñando en distintas ocasiones el servicio de sección y de guardia.
En 1880, por oposición, numerario con destino al servicio de guardia del Distrito del Hospital. Previamente, ingresó, también por oposición, en el Cuerpo de Sanidad Militar, renunciando seguidamente por motivos de salud. En 1883 consiguió plaza de médico supernumerario de la Beneficencia Provincial y tres años después ascendió a numerario.
Pasó a regentar un servicio de medicina en el Hospital General puesto que mantuvo hasta su jubilación. Desarrolló una activa labor docente con carácter privado. Fue distinguido con el título de médico honorario de la Beneficencia Municipal.
Fue durante varios años vocal del Real Consejo de Sanidad. Formó parte de tribunales de oposición a plaza de Beneficencia Municipal y Provincial, de algunas Cátedras y otras varias. También fue vicepresidente de Sección de la Academia Médico-Quirúrgica.
Concurrió a varios congresos nacionales e internacionales d emedicina, tales como el XIV Congreso Internacional de Medicina, el Congreso Internacional de Higiene, de Barcelona, de Budapest, etc. Desempeñó comisiones científicas en París, Berlín, Londres. Conjuntamente con el doctor Mendoza, realizó un importante estudio sobre el paludismo en Extremadura.
El 27 de febrero de 1902 fue nombrado académico de número de la Real Academia de Medicina, sillón que ocupó durante casi treinta años.
En 1923 fue elegido Senador del Reino por designación de la Real Academia de Medicina. Fue galardonado con la Gran Cruz de Isabel la Católica. Publicó numerosos trabajos tales como La erisipela, Neumonías poco frecuentes, La pleurotomía, Corazón y vasos, La viruela, La Malaria y su tratamiento, Terapéutica de los sudores en los tísicos, etcétera.